# Knowsley (circonscription britannique)
Pour les articles homonymes, voir Knowsley.
La circonscription de Knowsley est une circonscription électorale anglaise située dans le Merseyside et représentée à la Chambre des communes du Parlement britannique.